# Yasukazu Tanaka
Yasukazu Tanaka (田中 雍和, Tanaka Yasukazu, 15 juni 1933) is een Japans voormalig voetballer die als aanvaller speelde.

## Japans voetbalelftal
Yasukazu Tanaka debuteerde in 1955 in het Japans nationaal elftal en speelde 4 interlands.

## Statistieken
| Japans voetbalelftal | Japans voetbalelftal | Japans voetbalelftal |
| Jaar                 | Wed.                 | Dlp.                 |
| -------------------- | -------------------- | -------------------- |
| 1955                 | 4                    | 0                    |
| Totaal               | 4                    | 0                    |